# Idiops hamiltoni
Espèce
Synonymes
- Acanthodon hamiltoni Pocock, 1902

Idiops hamiltoni est une espèce d'araignées mygalomorphes de la famille des Idiopidae.

## Distribution
Cette espèce est endémique de l'État-Libre en Afrique du Sud,.

## Description
La femelle holotype mesure 10 mm.

## Étymologie
Cette espèce est nommée en l'honneur de Gerald Edwin Hamilton Barrett-Hamilton.

## Publication originale
- Pocock, 1902 : Some new African spiders. Annals and Magazine of Natural History, sér. 7, vol. 10, p. 315-330 (texte intégral).